# امپراتور ریچو
امپراتور ریچو (انگلیسی: Emperor Richū) همچنین با نام Ōenoizahowake no Mikoto (大兄去来穂別尊) هفدهمین امپراتور ژاپن بر اساس فهرست امپراتوران ژاپن سنتی بود. هر دو «کوجیکی» و «نیهون شوکی» (که در مجموع به عنوان «کیکی» شناخته می‌شوند) وقایعی را که در طول عمر ادعایی ریچو رخ داده‌اند، ثبت کردند. این امپراتور بیشتر به خاطر سوءقصد به جانش توسط برادرش «سومینو» پس از مرگ پدرشان امپراتور نینتوکو شناخته می‌شود. اگرچه نمی‌توان تاریخ مشخصی را برای زندگی او تعیین کرد، اما معمولاً سلطنت کوتاه ریچو از ۴۰۰ تا ۴۰۵ در نظر گرفته می‌شود.
در طول سلطنت او، گویا برای اولین بار ضبط کنندگان محلی در استان‌های مختلف منصوب شدند، خزانه سلطنتی تأسیس شد و پیشخدمت‌های دربار (اونه‌مه) برای اولین بار ظاهر شدند. ریچو در طول زندگی خود زن و صیغه ای داشت که از او ۴ فرزند (۲ پسر و ۲ دختر) به دنیا آورد. هیچ‌یک از فرزندان او تاج و تخت را به ارث نخواهند برد زیرا ریچو عنوان ولیعهد را به برادر دیگرش «میزوهاواک» منصوب کرد. گفته می‌شود که ریچو در سال ۴۰۵ در سن ۷۰ سالگی درگذشت و برادرش «میزوهاواک» در سال بعد به عنوان امپراتور هانزی تاجگذاری کرد. در حالی که محل قبر ریچو مشخص نیست، او به‌طور سنتی در یادواره شینتو کوفون مورد احترام قرار می‌گیرد. مورخان مدرن به این نتیجه رسیده‌اند که عنوان «امپراتور» و نام «ریچو» توسط نسل‌های بعدی برای توصیف او مورد استفاده قرار گرفته است. همچنین یک اجماع کلی وجود دارد که ریچو یک شخصیت افسانه ای نبود.

## روایت پیشاتاریخی
ژاپنی‌ها به‌طور سنتی وجود تاریخی این حاکم را پذیرفته‌اند و در حال حاضر مقبره (میساساگی) برای ریچو نگهداری می‌شود. اطلاعات موجود زیر از شبه‌تاریخ کوجیکی و نیهون شوکی گرفته شده است، که در مجموع به عنوان کیکی (記紀) شناخته می‌شوند. یا «تواریخ ژاپنی». این وقایع نگاری شامل افسانه‌ها و اسطوره‌ها و همچنین حقایق تاریخی بالقوه است که از آن زمان تاکنون در طول زمان  اغراق‌آمیز و/یا تحریف شده‌اند. این سوابق بیان می‌کنند که ریچو در سال ۳۳۶ بعد از میلاد از شاهدخت ایوا (磐之媛命  ایوا نو هیمه نو میکوتو) متولد شد و نامش را اوئه‌نوایزاهوواکه نو میکوتو (大兄去来穂別尊) گذاشتند. او پسر ارشد امپراتور نینتوکو بود و بعداً در سی و یکمین سال سلطنت پدرش توسط پدرش به عنوان ولیعهد منصوب شد. (۳۴۳ م). هنگامی که نینتوکو در سال ۳۹۹ پس از میلاد درگذشت، یک دوره سوگواری با رسوایی همراه شد که تقریباً جان ولیعهد را گرفت.